# Оньи
Оньи (фр. Augny) — коммуна на северо-востоке Франции в регионе Гранд-Эст (бывший Эльзас — Шампань — Арденны — Лотарингия), департамент Мозель, округ Мец, кантон Кото-де-Мозель. До марта 2015 года коммуна административно входила в состав упразднённого кантона Монтиньи-ле-Мец.

## Географическое положение

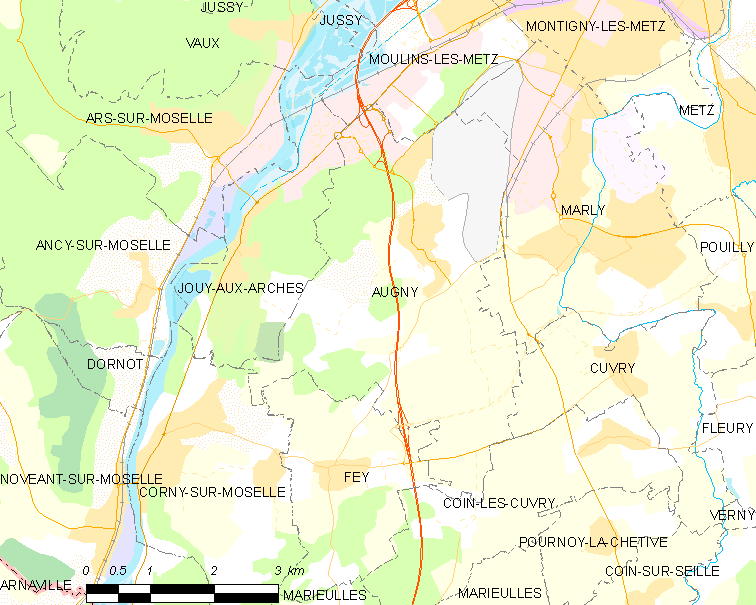
Оньи на карте Франции.

Оньи расположен в 280 км к востоку от Парижа и в 8 км к юго-востоку от Меца.
Площадь коммуны — 14,98 км², население — 2478 человек (2006) с тенденцией к снижению: 2028 человек (2013), плотность населения — 135,4 чел/км². Ранее входила в состав Лотарингии.

## История
- Поселение мозельских земель, известная как «Auvinacum» с галло-романских времён.
- Деревня входила в провинцию Три епископства.
- После поражения Франции во франко-прусской войне 1870—1871 годов вместе с Эльзасом и департаментом Мозель был передан Германии по Франкфуртскому миру и был частью Германии до 1918 года, когда по Версальскому договору вновь перешёл к Франции.
- После Второй мировой войны здесь располагалась Военно-воздушная база 128 Мец-Фрескати, закрыта в 2012 году.

## Население
Численность населения коммуны в 2008 году составляла 2324 человека, в 2011 году — 2204 человека, а в 2013-м — 2028 человек.
| 1962 | 1968 | 1975 | 1982 | 1990 | 1999 | 2006 | 2008 | 2011 | 2013 |
| ---- | ---- | ---- | ---- | ---- | ---- | ---- | ---- | ---- | ---- |
| 1074 | 1148 | 1390 | 1503 | 1576 | 1738 | 2478 | 2324 | 2204 | 2028 |

Динамика населения:

## Экономика
В 2010 году из 1667 человек трудоспособного возраста (от 15 до 64 лет) 1319 были экономически активными, 348 — неактивными (показатель активности 79,1 %, в 1999 году — 72,1 %). Из 1319 активных трудоспособных жителей работали 1259 человек (796 мужчин и 463 женщины), 60 числились безработными (25 мужчин и 35 женщин). Среди 348 трудоспособных неактивных граждан 159 были учениками либо студентами, 105 — пенсионерами, а ещё 84 — были неактивны в силу других причин.

## Достопримечательности (фотогалерея)
- Остатки древнеримского акведука Горз-Мец.
- Ферма-замок де Прайель (XIII век), сохранились ворота, окно с аркой, зал первого этажа.
- Ферма-замок де Грозьё (XVI век).
- Замок д’Оньи XIV века.
- Бывший замок Сен-Блез, разрушен в 1543 году, руины сохранялись до конца XIX века.
- Кладбище израэлитов, середина XIX века.
- Бывшая церковь Сен-Жан-Батист, сооружена в 1489 году, восстановлена в 1867 году и после Второй мировой войны.
- Часовня де Грозьё, деревянные статуи святого Роша XV века и Богоматери XVIII века.

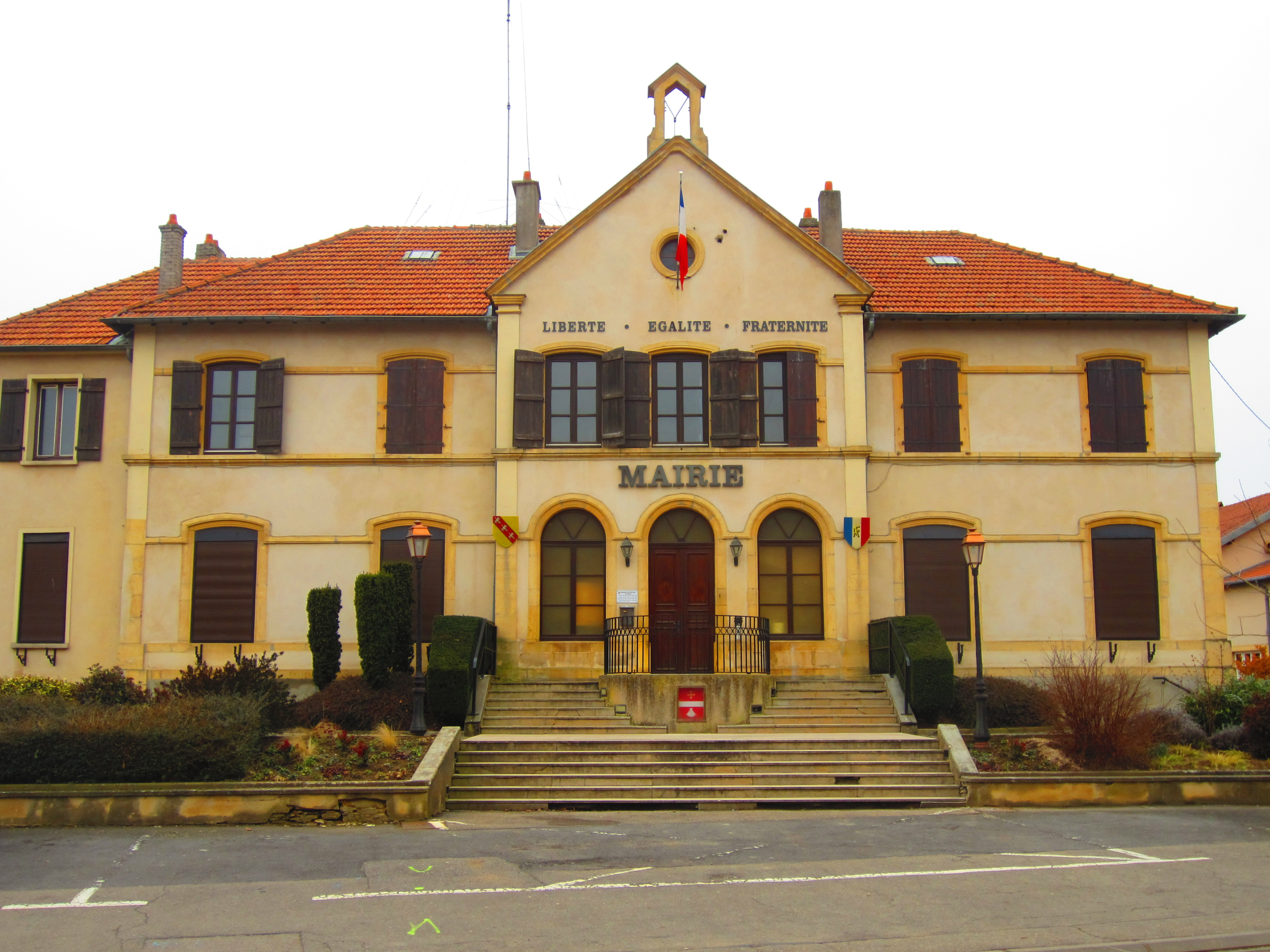
Здание мэрии
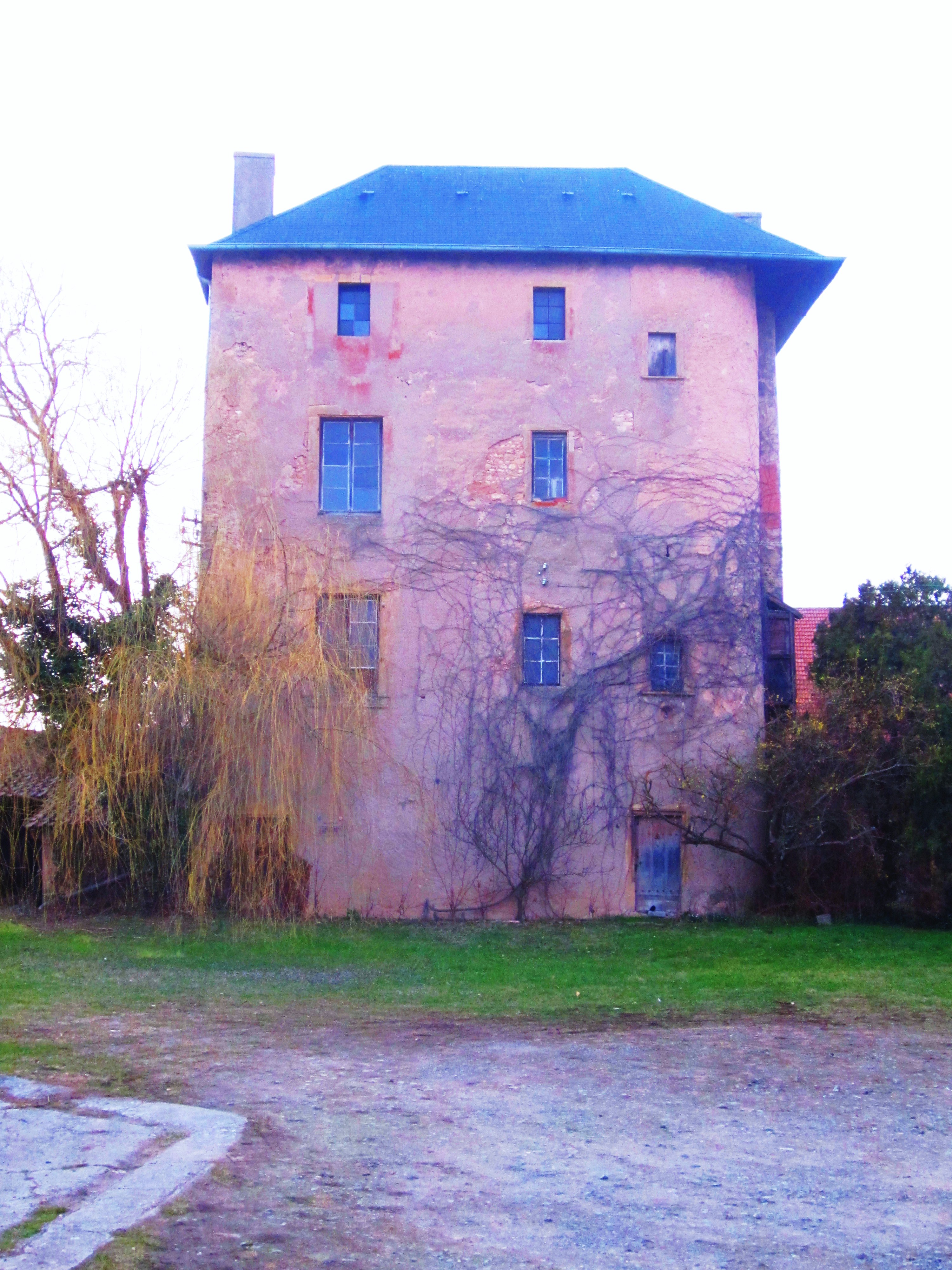
Башня Сен-Бенуа
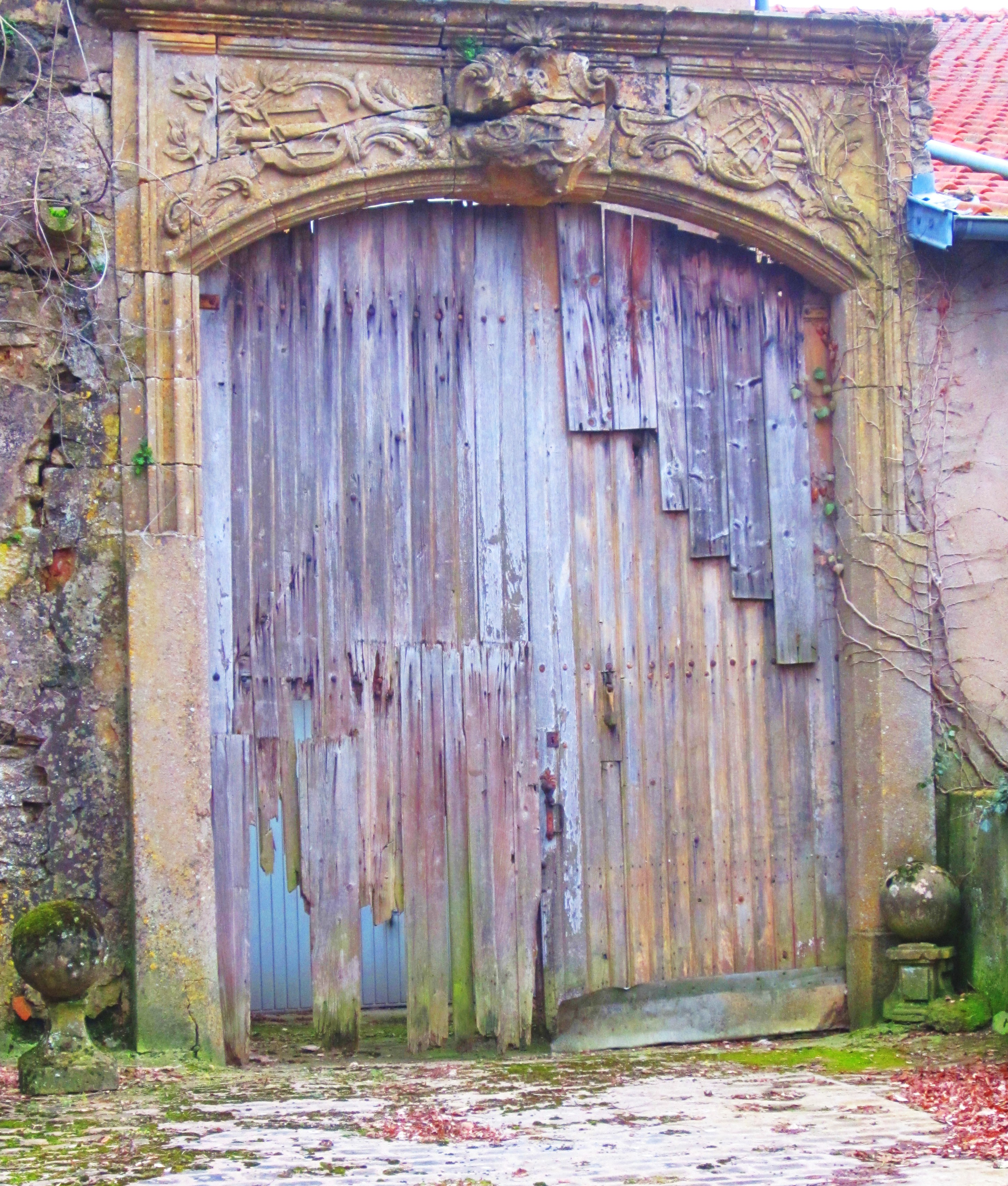
Ворота фермы шато де Грозьё
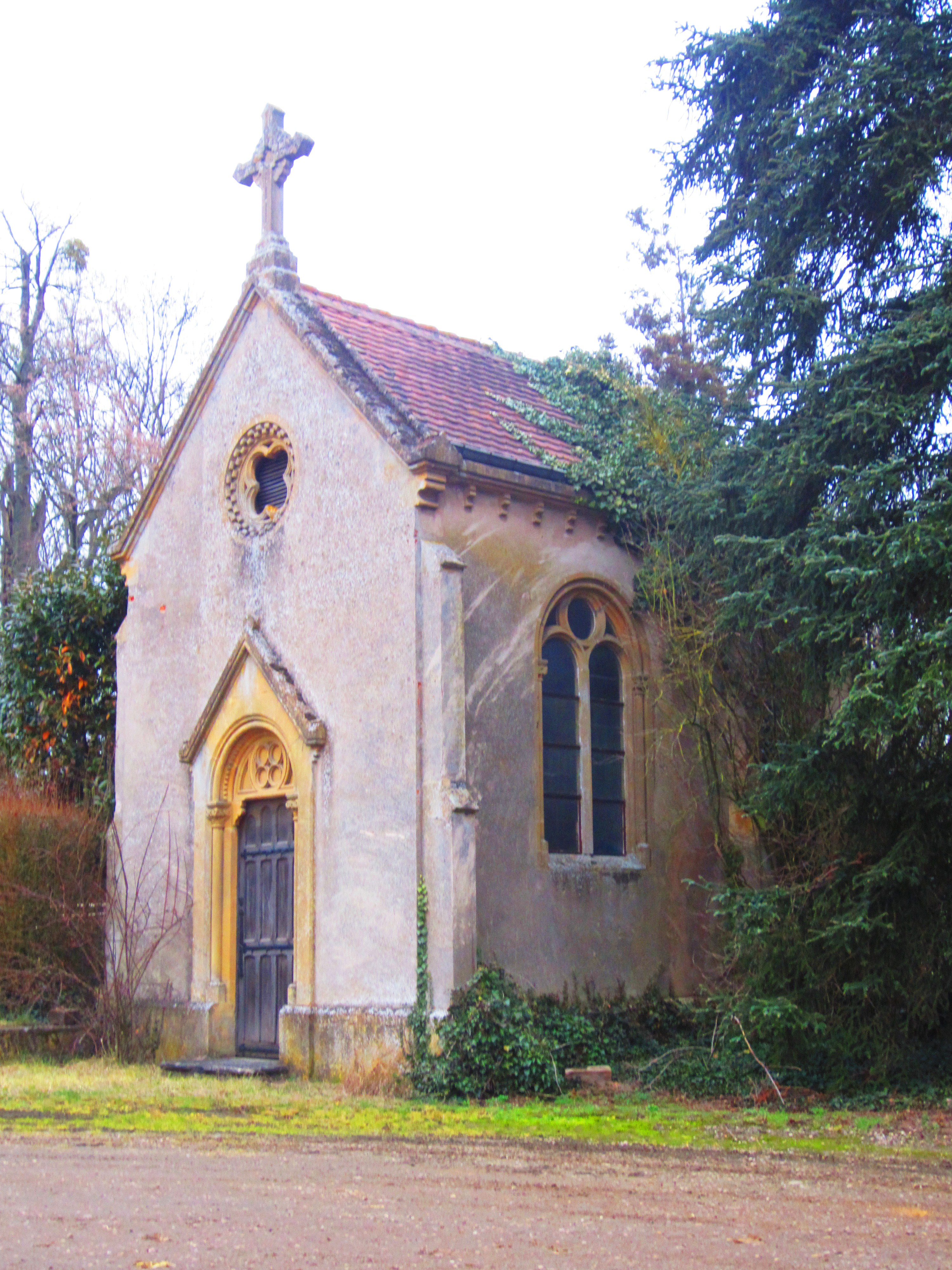
Часовня де Грозьё
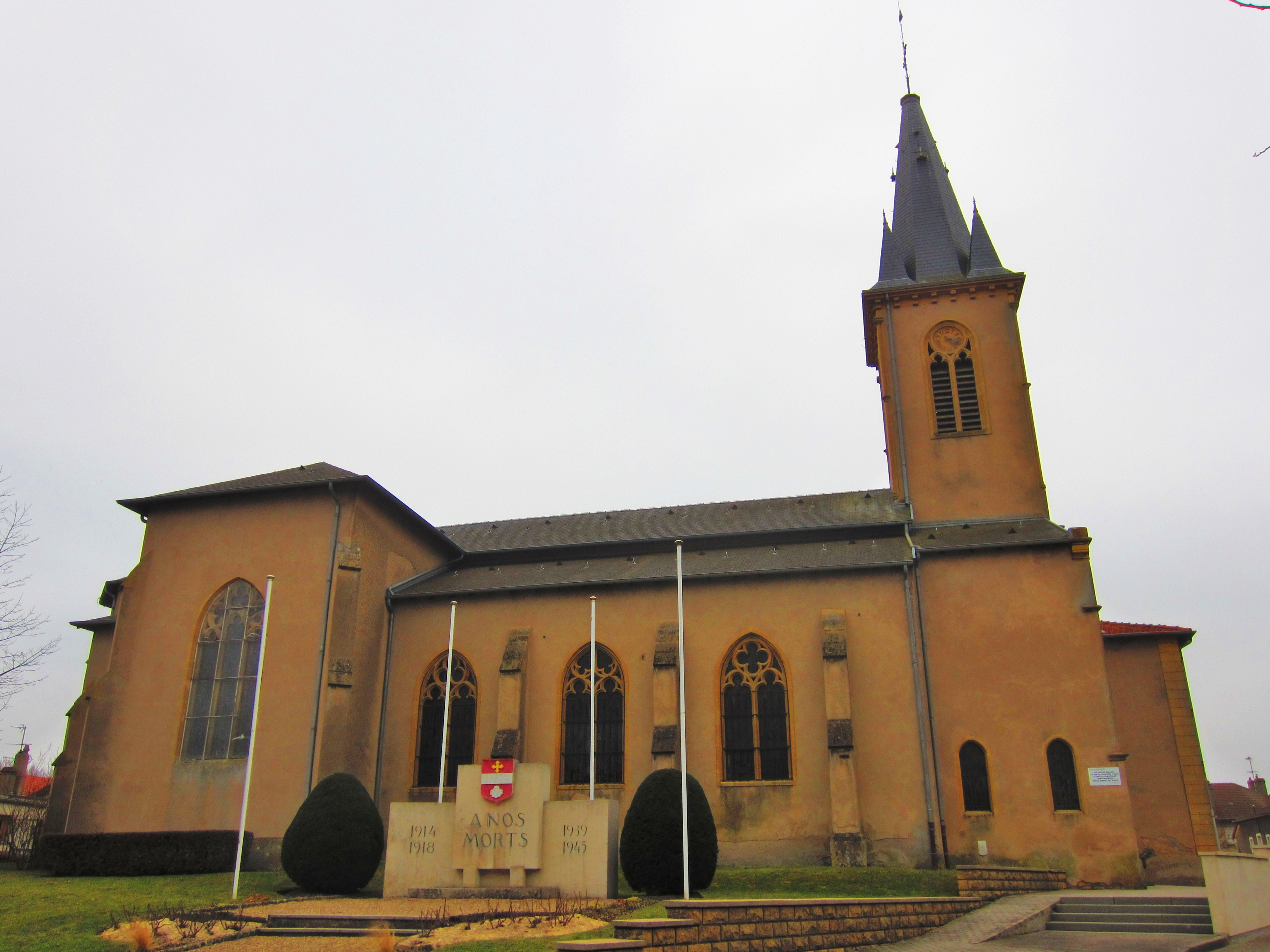
Церковь святого Иоанна Крестителя
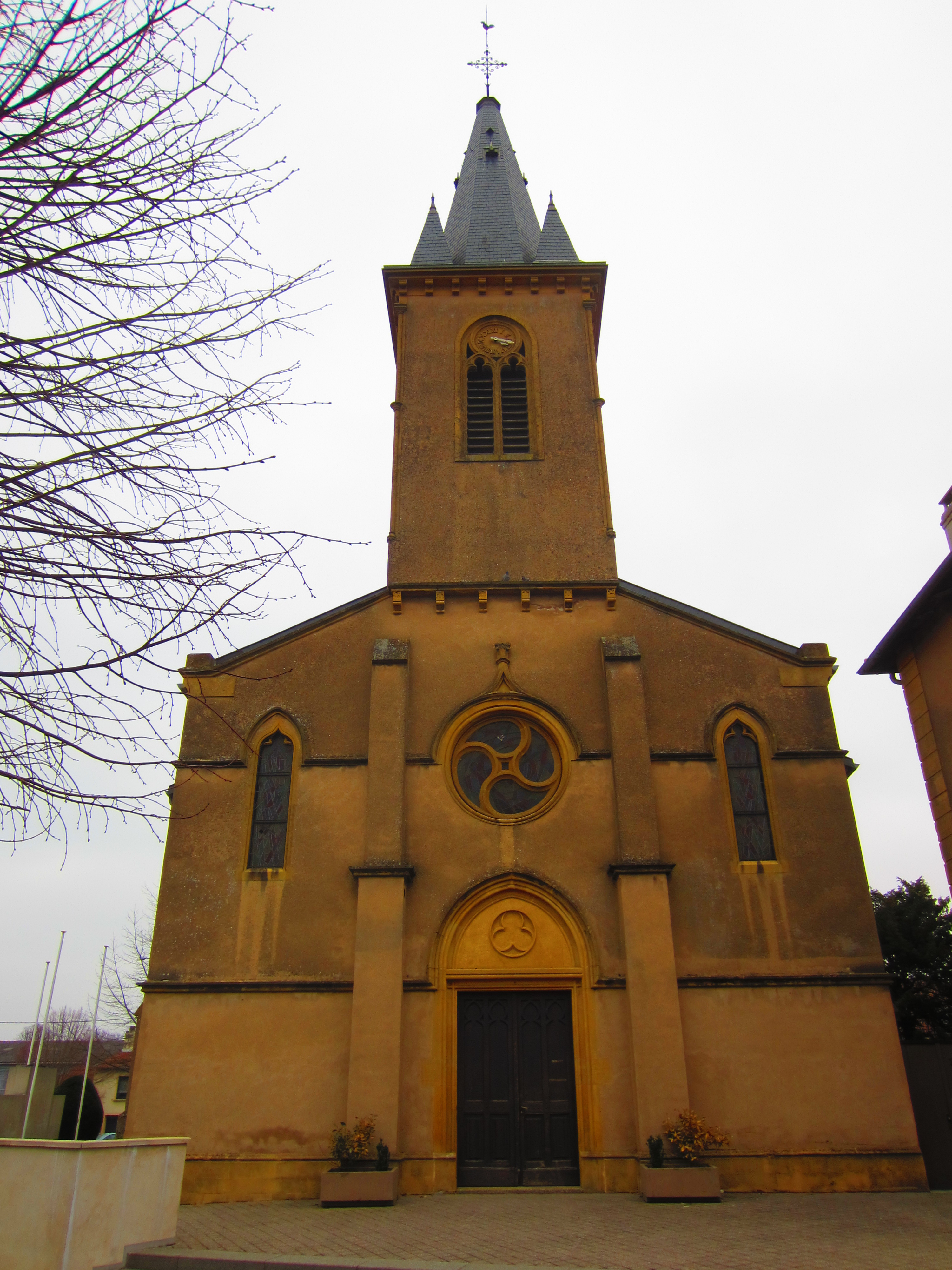
Колокольня
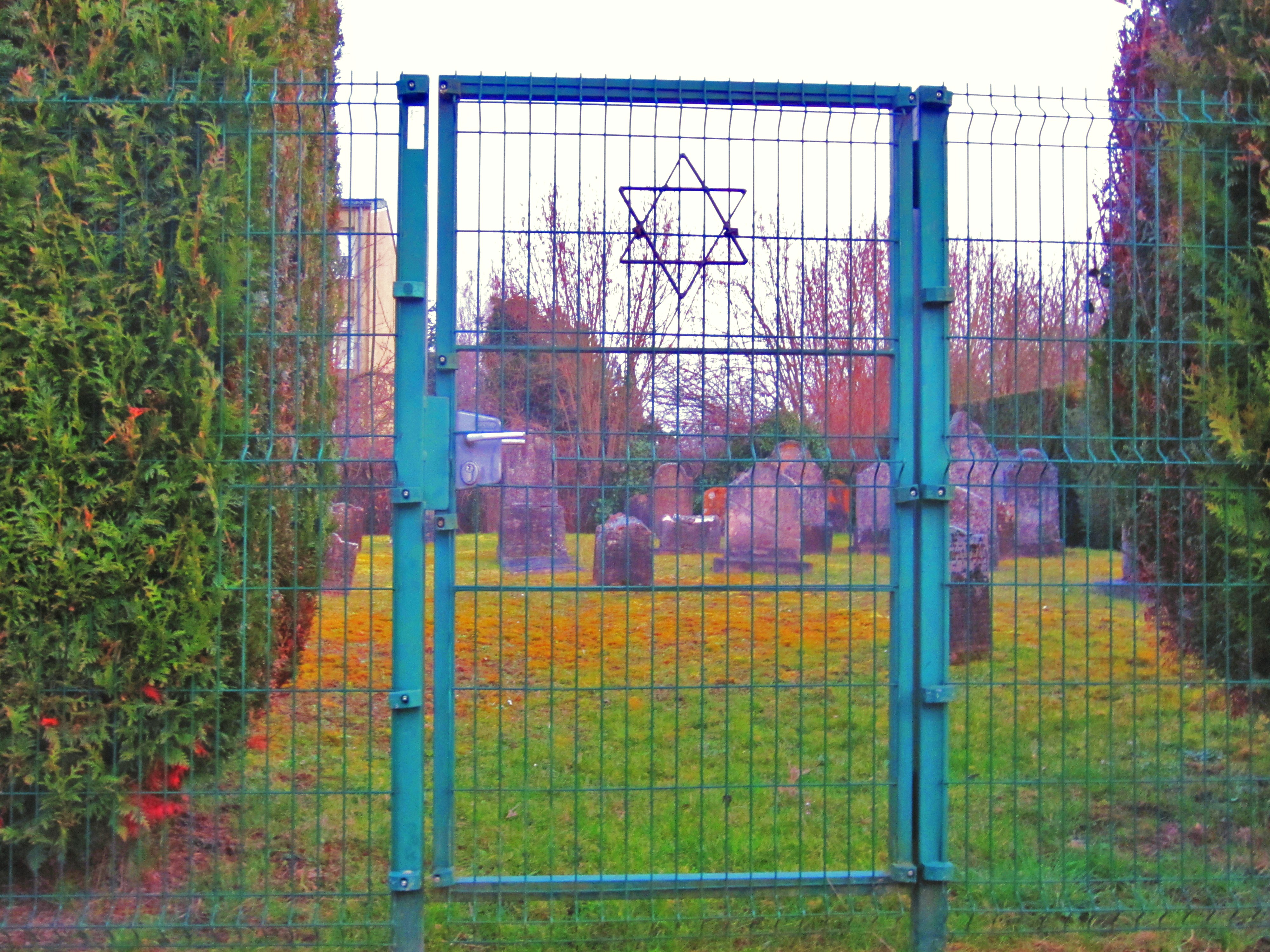
Еврейское кладбище